# MMT-observatorium
Het MMT-observatorium (MMTO) is een astronomisch observatorium, behorend tot het Fred L. Whipple-observatorium. Het is gevestigd op de Mount Hopkins in Arizona (VS), 55 km ten zuiden van Tucson. Het observatorium wordt geëxploiteerd door de Universiteit van Arizona en het Smithsonian Institution. Er is een bezoekerscentrum in het nabijgelegen Amado.
In het MMTO bevindt zich de MMT (voorheen Multiple Mirror Telescope, tegenwoordig ook wel Magnum Mirror Telescope genaamd). De aanvankelijke naam Multiple Mirror Telescope was gebaseerd op de oorspronkelijke constructie van de telescoop, waarbij de hoofdspiegel gevormd werd door een combinatie van zes afzonderlijke spiegels. Tegenwoordig heeft de telescoop een enkelvoudige hoofdspiegel met een diameter van 6,5 m.
De MMT valt ook op door zijn bijzondere gebouw, die helemaal niet op die van een typische observatoriumkoepel lijkt. De unieke vorm van het gebouw is gekozen om de voorwand en het dak in hun geheel weg te kunnen rollen, waardoor de telescoop zeer snel afkoelt, hetgeen een verbeterde seeing oplevert.

## Multiple Mirror Telescope
Van 1979 tot 1998 gebruikte de MMT zes spiegels, elk met een diameter van 1,8 m. Deze gaven een lichtopbrengst overeenkomend met die van één spiegel van 4,5 m, waardoor de telescoop ten tijde van zijn ingebruikname op twee na de grootste ter wereld was. Het ontwerp omvatte ambitieuze innovaties, waaronder een optische configuratie van Aden Meinel: een mee-roterend gebouw en een alt-azimutale montering. Deze zes spiegels waren oorspronkelijk voor militaire satellieten bedoeld. Toen ze daarvoor niet meer nodig bleken, werden ze voor astronomisch onderzoek beschikbaar gesteld.
Met uitzondering van de Bolshoi Teleskop Azimutalnyi (BTA-6) en de 40-voet-telescoop van William Herschel, gebruikten de meeste telescopen tot dan toe equatoriale monteringen. De MMT was een van de eerste grote telescopen met een alt-azimutale montering, een keuze die bij de meeste daarna gebouwde telescopen is nagevolgd. Verschillende technieken die in de MMT voor het eerst zijn toegepast, hebben bijgedragen aan het succes van latere generaties van grote telescopen. Hierbij valt te denken aan servobesturing met een groot dynamisch bereik voor de alt-azimutmontering; zeer nauwkeurige richtsystemen die het gebruik van hemelkaarten overbodig maken; het koppelen van meerdere telescopen; verbetering van de optische prestaties door het optimaliseren van de thermische huishouding van het gebouw; bijdragen aan vacuümcoatingtechnieken; reiniging en onderhoud van de optiek; experimenten met adaptieve optiek.
Een van de redenen voor het oorspronkelijke ontwerp met zes spiegels was dat grote spiegels moeilijk te gieten waren. Een van de oplossingen hiervoor werd gevonden door Roger Angel van het Steward-observatorium van de Universiteit van Arizona, die in een roterende oven spiegels goot, met een honingraatconstructie aan de achterzijde. Door het roteren had de spiegel reeds een paraboloïdevorm, zodat het slijp- en polijstproces sneller kon verlopen. Door de honingraatconstructie aan de achterzijde was het gewicht van de spiegel kleiner, waardoor hij beter handelbaar was en in gebruik sneller op een gelijkmatige temperatuur kwam. Op deze wijze slaagde hij erin, een enkelvoudige spiegel van 6,5 m te gieten, die de afzonderlijke zes spiegels kon vervangen. De MMT werd na deze spiegelvervanging opnieuw in gebruik genomen in mei 2000. Men bleef echter de afkorting MMT aanhouden, die nu ook wel geïnterpreteerd wordt als Magnum Mirror Telescope.
Eind 2002 werd een nieuw-ontwikkelde vervormbare secundaire spiegel aan de telescoop toegevoegd. Terwijl andere systemen met adaptieve optiek extra spiegels gebruiken, levert vermindering van het aantal warme oppervlakken in de buurt van de lichtweg betere resultaten bij infraroodgolflengten.